# Irabanahalli, Malur
Irabanahalli là một làng thuộc tehsil Malur, huyện Kolar, bang Karnataka, Ấn Độ.